# Воргол (река)
Воргол (Варгол) — река в Липецкой области России, левый приток Быстрой Сосны. Длина реки — 64 км. Площадь водосборного бассейна — 706 км². Протекает по территории Измалковского, Становлянского и Елецкого районов. Устье реки находится на высоте 112 м над уровнем моря напротив села Воронец.
На правом берегу реки Воргол в Елецком районе археологи нашли средневековое поселение Рябинки 2. Выявлено две волны заселения памятника — ранний этап (рубеж XI—XII вв. — середина XIII века) и второй этап (вторая половина XIII века — начало XIV века).

## Описание
Река протекает в узкой каньонообразной долине глубиной около 40-45 м. Имеются выходы многочисленных скальных массивов: Звонари, Копчёный камень, Воргольские скалы, Воронов камень (Ворон) и другие.
Течение быстрое, на большем протяжении русла имеет выраженный среднегорный характер. Склоны являются крутыми, известняковыми, ширина долины внизу около 80 м. Пойма развита всегда только на одной стороне долины по выпуклому берегу узкими полосками шириной 50-60 м, и менее, при ширине русла 15-20 м. Река делает несколько поворотов под прямым углом.
На правой стороне встречаются старые оползневые цирки, заросшие кустарниками, свежие овраги в бурых суглинках с размытой мореной (гранит).
По реке получили свои названия села: Нижний Воргол, Грунин Воргол (Грунино-Воргольский сельсовет).
Благодаря выходам на поверхность толстоплитчатого известняка в каньонообразной долине реки Воргол, представляющих собой достаточно высокие скалы (до 30 метров) создаётся своеобразный горный ландшафт. Ещё в середине XIX века русский писатель и краевед М. А. Стахович сравнивал долину реки Воргол с Саксонской Швейцарией.
Долина Воргла уникальна своей флорой. Здесь, на небольшом пространстве, встретились три географических зоны с их характерными видами растений: степная — с ковылем, горная — с реликтовыми растениями (шиверекия подольская) и лесная — с папоротниками (костенец волосовидный).

## Притоки (км от устья)
- 40 км: река Грунин Воргол (Грунин Варгол) (лв)

## Этимология
Очень древний гидроним неясного происхождения. Имеет общий элемент с другими гидронимами региона, которые оканчиваются на «-ол»: Оскол, Хорол.

## Заповедные зоны
В долине реки Воргол расположено два охраняемых участка, входящих в состав заповедника «Галичья Гора» — Воргольские скалы и Во́ронов ка́мень.
Во́ронов ка́мень расположен ниже деревни Рябинки. Это известняковая скала, разбитая очень крупными трещинами — глубиной до 10 метров при ширине до 1 метра. Внизу имеются глубокие ниши и пещеры (трещины, перекрытые известняком).